# Андреасов, Леон Михайлович
Леон (Лев) Михайлович Андреасов (укр. Леон (Лев) Михайлович Андреасов; также Левон Анреасянц; 13 августа 1891, Тифлис — 30 января 1976, Харьков) — советский украинский учёный, химик, профессор. Декан химического факультета и заведующий кафедрами общей химии и количественного анализа Харьковского государственного университета. Также возглавлял кафедру химии в Харьковском и в Ростовском институтах инженеров железнодорожного транспорта и кафедру общей химии в Харьковском медицинском институте.

## Биография
Леон Андреасов родился 13 августа 1891 года в Тифлисе в семье купца. Среднее образование получил в 3-й Тифлисской мужской гимназии. По окончании гимназии поступил в Императорский Харьковский университет, который окончил в 1916 году по специальности химия. Во время учёбы, в частности, слушал лекции профессора Ивана Осипова, о котором оставил воспоминания. Одновременно с учёбой, Леон Андреасов работал химиком санитарной лаборатории Судогодской земской управы, химиком-аналитиком Совета Съездов горнопромышленников Юга России и химиком санитарной лаборатории Ново-Александровской земской управы. Из-за того, что Андреасов был ратником ополчения, то после завершения университета он был мобилизован. Служил химиком в минной лаборатории Севастопольского порта.
В 1918 году поступил в Харьковский технологический институт, который покинул в следующем году. С 1919 года работал в Харьковском университете, где состоял лекционным ассистентом профессора Гавриила Тимофеева, который одновременно был и учителем Андреасова. По другим сведениям, он был учеником профессора Владимира Тимофеева. После реорганизации университета продолжал работать в вузах, которые образовались на его основе. Впоследствии, Леон Андреасов стал сам читать лекции по «Неорганической химии» и «Количественному анализу», которые «захватывали студентов интересным материалом и сопровождались эффектными химическими опытами».
По состоянию на 1927 год, предполагается, что Андреасов работал ассистентом лаборатории неорганической химии Харьковского института народного хозяйства.
В 1930 году Леон Андреасов получил учёное звание профессора, в середине 1930-х годов возглавил новообразованную кафедру общей химии, работники которой занимались преподаванием химии для студентов других факультетов. После внезапной смерти, в 1938 году, декана Дионисия Казанского, Андреасов возглавил химический факультет и кафедру количественного анализа. В 1939 году возглавил комиссию по обследованию университетской библиотеки, которая по результатам своей работы предоставила подробный отчёт с предложениями по совершенствованию работы библиотеки.
Параллельно в 1934—1940 годах он возглавлял кафедру химии в Харьковском институте инженеров железнодорожного транспорта. При кафедре действовала проблемная топливная лаборатория, которая контролировала качество угля на всех шахтах Донецкого бассейна.
Во время Великой Отечественной войны переехал в Тбилиси, где работал профессором в Тбилисском институте инженеров железнодорожного транспорта, заведовал кафедрой химии в эвакуированном Ростовском институте инженеров железнодорожного транспорта и возглавлял научно-исследовательскую лабораторию «Сарецао Сабго». По инициативе профессора Андрея Желеховского, личная библиотека Андреасова, которую он оставил в Харькове, была передана в университетскую библиотеку.
В 1944 году вернулся в Харьков, где вновь возглавил химический факультет местного университета, сменив на посту декана, доцента Георгия Виногорова. Леон Андреасов отдал «много сил и энергии» делу восстановления и дальнейшего развития университета. Участвовал в обсуждении реконструкции Дома проектов, для размещения в нём университета.
Хотя Андреасов был известен тем, что «чётко» организовывал научную и преподавательскую работу кафедр под его руководством, находясь на должности декана, он оставался бездеятельным. Большую часть времени декан проводил в фотолаборатории. Организационными вопросами занимался его заместитель Иван Левицкий и секретарь Наталья Копыловская. Также Андреасов старался не создавать конфликтные ситуации и поэтому не вмешивался в работу кафедр и не мешал им в научной работе. Благодаря этому он имел поддержку среди учёных факультета и получил прозвище «отец-декан». Однако его бездействие не нравилось ректорату, распоряжения которого Андреасов часто не выполнял, поэтому руководство университета неоднократно критиковало декана. Бездействием декана решил воспользоваться секретарь партийного бюро факультета Вячеслав Корниенко, который в конце 1940-х годов начал делать «постоянный и планомерный подкоп под декана». В конце концов, в 1952 году Корниенко «вытеснил» Андреасова и стал новым деканом.
Впоследствии, Леон Андреасов потерял и должность заведующего кафедрой количественного анализа. После объединения кафедр количественного и качественного анализов, работал на новообразованной кафедре аналитической химии.
В 1962 году, учитывая своё тяжёлое положение на факультете, Леон Андреасов решил покинуть университет, который стал для него «родным домом». Он перешёл на работу в Харьковский медицинский институт, где в 1962—1968 годах возглавлял кафедру общей химии, а затем продолжал работать в институте до 1972 года. Умер Леон Андреасов 30 января 1976 года в Харькове.
Был награждён орденом Ленина.

## Научная деятельность

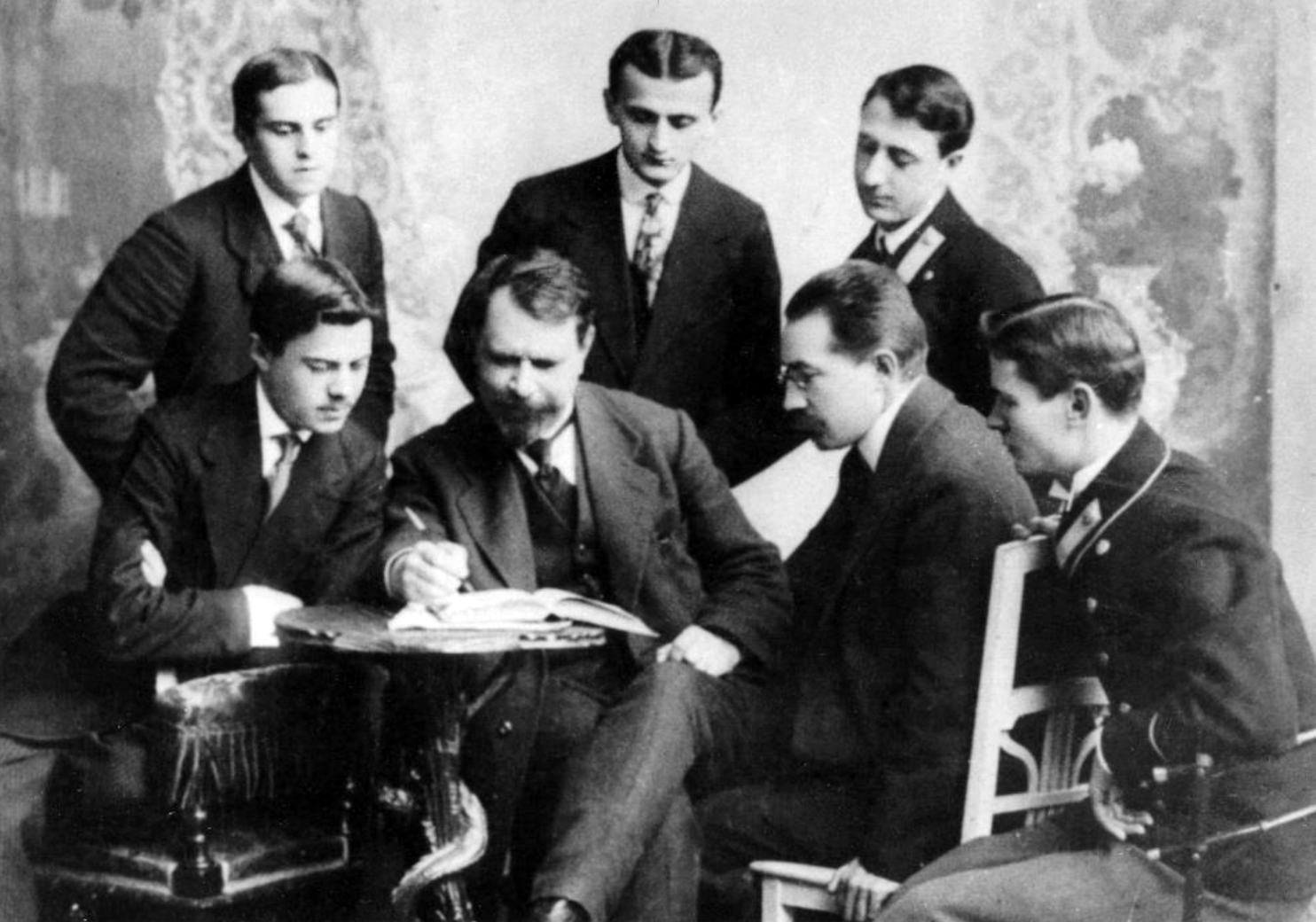
Харьковские химики во время диспута. В верхнем ряду посередине Леон Андреасов, в нижнем ряду второй справа его учитель Гавриил Тимофеев. 1915 год

По разным оценкам, Леон Андреасов был автором около 50 печатных работ или автором более 100 научных трудов, учебников и рецензий.
Леон Андреасов занимался исследованием проблемы сольватации в неводных растворах, распределения уксусной и хлоруксусной кислот между водой и смесями органических растворителей. Участвовал в написании учебников и пособий по общей и неорганической химии. Кроме того, написал ряд биографических работ о харьковских химиках, в частности о профессорах Иване Осипове, Гаврииле Тимофееве, Дмитрие Турбабе и Алексее Ходневе, а также статью о деятельности Физико-химического общества при Харьковском университете. Участвовал в создании библиографических изданий Центральной научной библиотеки Харьковского государственного университета.
После освобождения Харькова, Леон Андреасов занимался металлографическими исследованиями в новообразованной стилоскопической лаборатории при химическом факультете Харьковского государственного университета. По результатам этих исследований была создана специальная рецептура покрытия крыш заменителями железа для товарных вагонов.
Историк науки Камчатный В. Г., оценивая публикацию Леона Андреасова о физико-химическом обществе, опубликованную в сборнике «Из истории отечественной химии», называл полезной для биографов председателя общества профессора Ивана Осипова, его оценку, данную автором, но отмечал, что в труде есть неточности, в частности в содержании приложения. Также Камчатный считал, что статью «Жизнь и деятельность профессора И. П. Осипова» Андреасов написал в ответ на критическую публикацию химика Юсуфа Мусамбекова, который в частности упрекал авторов сборника «Из истории отечественной химии», что они не включили в него биографию Ивана Осипова. Камчатный отмечал, что Андреасов «обрисовал широкую картину жизненного и научного пути учёного, его общественной деятельности». Особо подчёркивал ценность собственных воспоминаний автора об Осипове, в частности о посещении лекций и деятельности профессора в построении нового химического корпуса. В то же время Камчатный критиковал автора, что он оставил без рассмотрения деятельность учёного в Харьковском технологическом институте и в неоправданной политизации научных взглядов Осипова по теории электролитической диссоциации также статья содержала ряд неточностей.
Леон Андреасов занимался просветительской деятельностью, читая публичные лекции, которые сопровождал «эффектными химическими опытами», в частности самовоспламенением свечей. По направлениям Пролеткульта читал лекции в отдалённых сёлах, жители которых не всегда дружелюбно относились к антирелигиозной пропаганде. Так на Пасху 1920 года, разъярённые крестьяне выгнали лекторов, Леона Андреасова и его товарища Николая Барабашова из села Ржавец. Читал лекции до самой старости, был внештатным лектором Харьковского планетария, хотя не отказывал в просьбе выступить в санатории или заводском общежитии. Сам Андреасов утверждал, что провёл более 1500 лекций, многие из которых проходили на предприятиях и колхозах. В частности он читал лекции по темам: «Химическая война», «Химия и чудеса», «Атомная энергия», «Меченые атомы. Периодическая система элементов Д. И. Менделеева». Валерий Камчатный отметил, что в своей просветительской работе по популяризации химических знаний Леон Андреасов последовал примеру Ивана Осипова.
Благодаря знакомству с пионером фотохимии в Украине, профессором А. Ф. Васильевой-Синцовой, Леон Андреасов увлёкся фотографированием, а впоследствии и цветным кино. Для его исследований, одна из комнат кафедры была превращена в фотолабораторию. С 1954 года, Андреасов стал читать студентам факультативный курс по фотографии и кинематографии. В 1958 году возглавил созданную при Университете кинофотостудию, где читал теоретические лекции по основам фотографии, кинотехники и звукозаписи. Также, под его руководством, проходили практические занятия, где студенты снимали эпизоды из студенческой жизни и любительские фильмы, в частности о полёте на Венеру.
В рукописном фонде Центральной научной библиотеки Харьковского государственного университета хранился личный фонд профессора Леона Андреасова, пока в 1970-х годах его не передали в Музей истории университета.

## Личность
Леон Андреасов конфликтовал с профессором химии Георгием Петренко. При встрече Петренко публично называл своего врага «Армяшка», на что Андреасов называл его «Кулаком».
Бывший ученик Леона Андреасова, учёный А. И. Артёменко в своих воспоминаниях так характеризовал учителя: «Это уважаемый всеми профессор, любитель истории и… мотоциклов. До глубокой старости он ездит на мотоцикле ещё дореволюционных времён. Добрый, внимательный, интеллигентный человек. Старый большевик. Агитатор и верный сын Октября».
Его коллега Борис Красовицкий так писал о нём в мемуарах: «Это был старожил химического факультета, человек интересный во всех отношениях. В молодости Леон Михайлович был очень красив и имел большой успех у женщин. Шёл по жизни легко, не оглядываясь и не задумываясь».
Другой коллега, Николай Измайлов, в начале 1960-х отмечал, что хотя, на то время, Леон Андреасов и не занимался наукой, но он был «живой историей химического факультета».
Андреасову нравилось выглядеть учёным, поэтому после того, как он постарел и у него появилась лысина, он начал носить академическую шапочку. Имел мягкий характер и доброжелательно относился к другим людям.

### Комментарий
1. ↑  Декан факультета в 1965—1966 годах.